# Lateralus
Lateralus é o terceiro álbum de estúdio da banda norte-americana Tool, lançado a 15 de Maio de 2001 e em 5 de Agosto de 2003 obteve o álbum de platina, certificado pela Recording Industry Association of America (RIAA). 
Este álbum está na lista dos 200 álbuns definitivos no Rock and Roll Hall of Fame.

## Faixas
Todas as músicas escritas pelos Tool.
1. "The Grudge" – 8:36
2. "Eon Blue Apocalypse" – 1:04
3. "The Patient" – 7:13
4. "Mantra" – 1:12
5. "Schism" – 6:47
6. "Parabol" – 3:04
7. "Parabola" – 6:03
8. "Ticks & Leeches" – 8:10
9. "Lateralus" – 9:24
10. "Disposition" – 4:46
11. "Reflection" – 11:07
12. "Triad" – 8:47
13. "Faaip de Oiad" – 2:39

## Créditos
- Maynard James Keenan - Vocais
- Adam Jones - Guitarra
- Justin Chancellor - Baixo
- Danny Carey - Bateria